# Nonea dumanii
Nonea dumanii är en strävbladig växtart som beskrevs av Bilgili och Selvi. Nonea dumanii ingår i släktet nonneor, och familjen strävbladiga växter. Inga underarter finns listade i Catalogue of Life.